# Rhigognostis senilella
Rhigognostis senilella is een vlinder uit de familie koolmotten (Plutellidae). De wetenschappelijke naam is voor het eerst geldig gepubliceerd in 1839 door Zetterstedt.
De soort komt voor in Europa.